# گیورگی کوچوراشویلی
گیورگی کوچوراشویلی (گرجی: გიორგი ქოჩორაშვილი؛ زادهٔ ۲۹ ژوئن ۱۹۹۹) بازیکن فوتبال اهل گرجستان است.
وی همچنین در تیم‌های ملی فوتبال زیر ۱۹ سال گرجستان و زیر ۲۱ سال گرجستان بازی کرده‌است.